# Yanis da Rocha
Pour les articles homonymes, voir Rocha (homonymie).
Yanis da Rocha, né le 10 mai 2004 à Colombes, est un footballeur portugais qui joue au poste de milieu de terrain au SC Braga

## Biographie

### Carrière en club
Né à Colombes en France, Yanis da Rocha est formé entre la région parisienne et la Normandie, avant de passer par les centres de formations du FC Chambly puis de l'ESTAC Troyes, où il joue d'abord avec la deuxième équipe du club en National 3 et les moins de 19 ans nationaux. Il joue son premier match avec l'équipe reserve du club le 4 février 2023.

### Carrière en sélection
En juin 2023, Yanis da Rocha est convoqué avec l'équipe du Portugal des moins de 19 ans pour participer au Championnat d'Europe des moins de 19 ans qui a lieu en juillet à Malte,. Le Portugal atteint la finale de la compétition après sa victoire face à la Norvège (5-0),,.

## Palmarès
Portugal -19 ans
- Championnat d'Europe
  - Finaliste en 2023